# Storia di Porto Rico
La storia di Porto Rico iniziò con l'insediamento del popolo Ortoiroid prima del 430 a.C. Al momento dell'arrivo di Cristoforo Colombo nel 1493, la cultura indigena dominante era quella dei Taíno. Il numero però scese pericolosamente durante la seconda metà del XVI secolo a causa di nuove malattie infettive portate dagli europei, dello sfruttamento da parte dei coloni spagnoli e della guerra.

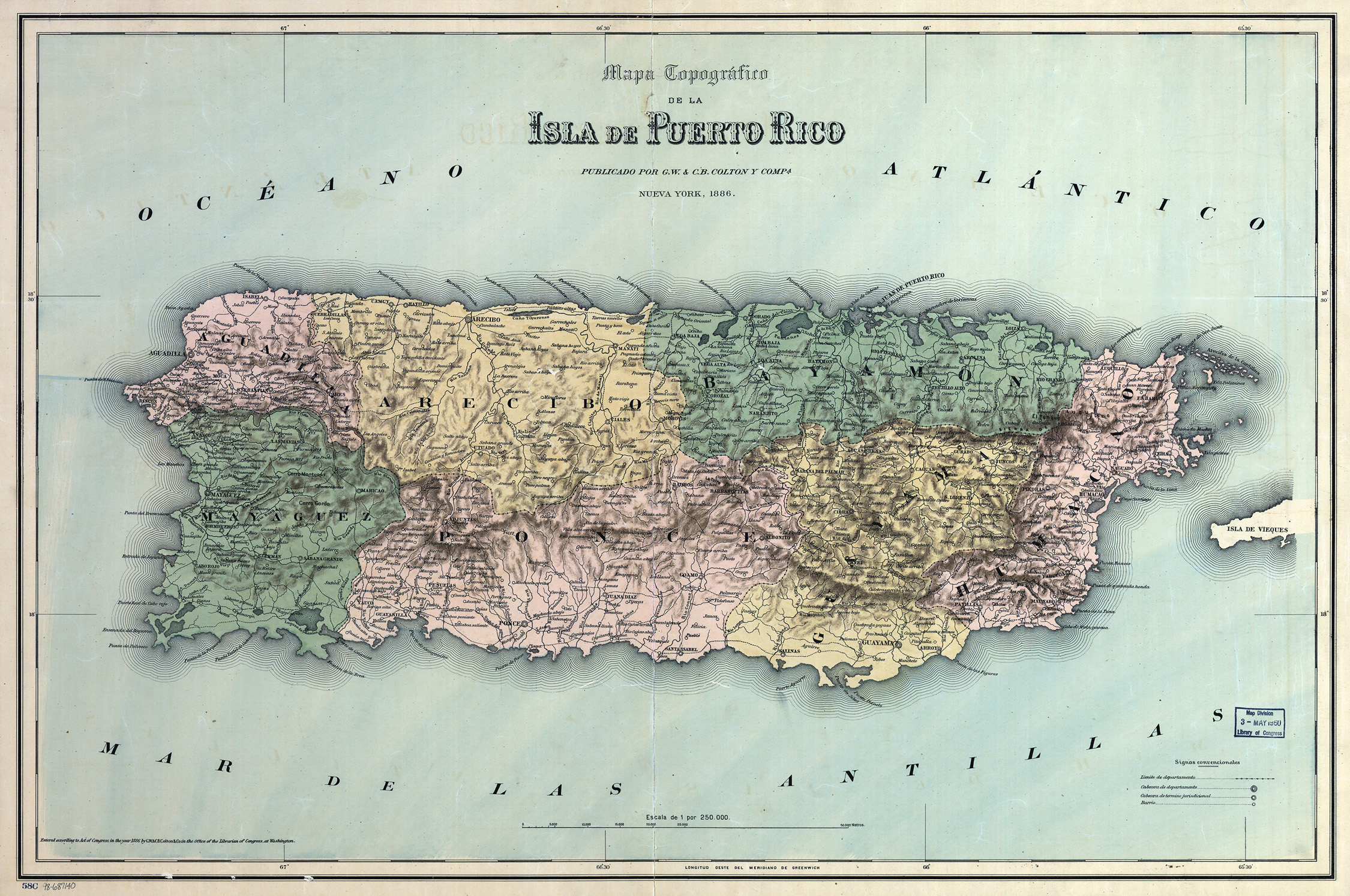
Mappa dei dipartimenti di Porto Rico durante il periodo delle province spagnole (1886).

## Era pre-colombiana

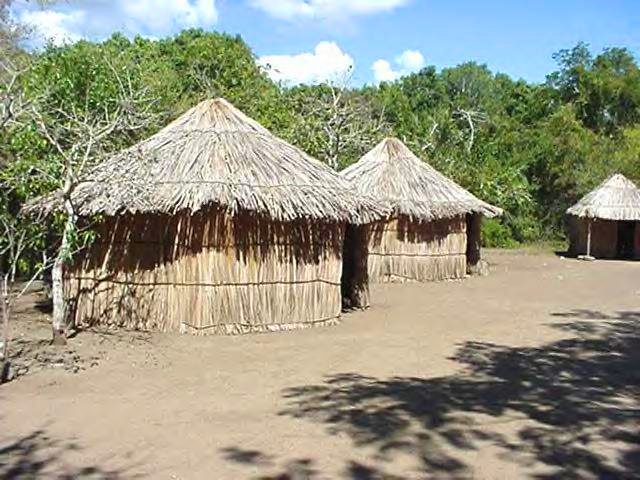
Villaggio Taino nel Centro Cerimoniale indigeno di Tibes a Ponce, Porto Rico

La storia dell'isola di Porto Rico prima dell'arrivo di Cristoforo Colombo non è molto chiara. Ciò che oggi sappiamo viene fondamentalmente dalle scoperte archeologiche e dalle trascrizioni dei racconti orali degli spagnoli. Il primo libro approfondito sulla storia di Porto Rico fu scritto da Fray Iñigo Abbad y Lasierra soltanto nel 1776, ben 283 anni dopo il primo arrivo degli spagnoli sull'isola. 

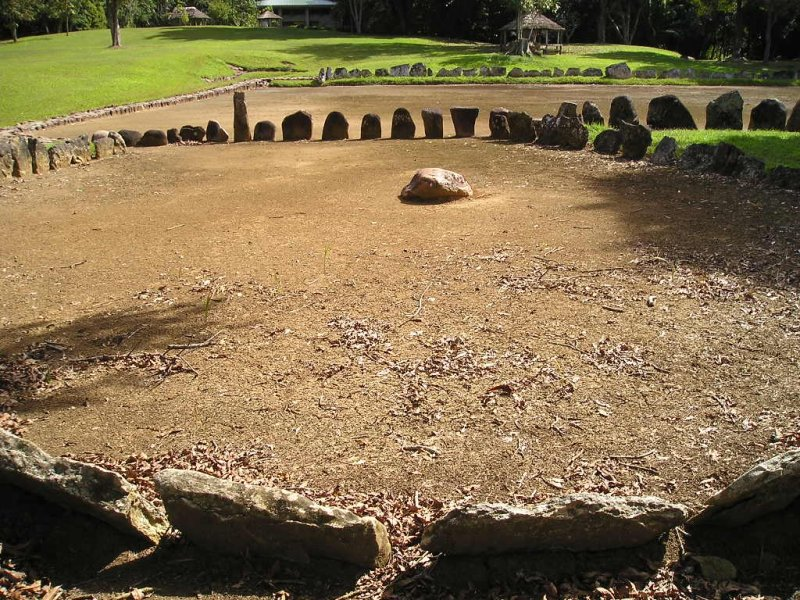
Parco cerimoniale indigeno di Caguana

 La prima colonia indigena di Porto Rico fu costituita dagli Ortoiroid, un popolo dell'era arcaica. Uno scavo archeologico sull'isola di Vieques, nel 1990, portò alla luce i resti di ciò che si pensa potesse essere un uomo arcaico della cultura Ortoiroid (chiamato "uomo di Puerto Ferro"); tali resti furono datati intorno al 2000 a.C.. Successivamente, tra l'anno 120 e il 400, gli Igneri, provenienti dalla regione dell'Orinoco, arrivarono sull'isola. Tra il VII e l'XI secolo la cultura dei Taino si sviluppò notevolmente e, approssimativamente attorno all'anno 1000, divennero il popolo dominante dell'isola. Essi mantennero questo dominio fino all'arrivo degli spagnoli, nel 1493.

## L'arrivo degli spagnoli
Quando gli europei giunsero per la prima volta, l'isola era ancora abitata dalle tribù indiane Arawak dei Taino; il nome che essi avevano dato all'isola era Borikén. Il primo contatto con gli europei avvenne per opera di Cristoforo Colombo, durante il suo secondo viaggio alle Antille, il 19 novembre del 1493. Tuttavia alcuni sostengono che non fu Colombo a scoprire Porto Rico, bensì Martín Alonso Pinzón, che nel 1492 si era separato da Colombo continuando da solo le sue esplorazioni. La Corte spagnola diede quindi alla famiglia Pinzón un anno di tempo per poter iniziare l'opera di insediamento e colonizzazione che avrebbe permesso loro la rivendicazione dell'isola, ma essi fallirono miseramente.
Originariamente battezzata San Juan Bautista, dallo stesso Colombo, in onore di San Giovanni Battista, l'isola alla fine prese il nome di Puerto Rico (che letteralmente significa "porto ricco"); il nome originale rimase a designare la città più grande, nonché capitale, San Juan. Il conquistador spagnolo Juan Ponce de León divenne l'effettivo governatore in carica di Porto Rico, poiché Vicente Yáñez Pinzón, eletto governatore prima di Juan Ponce, non raggiunse mai l'isola.

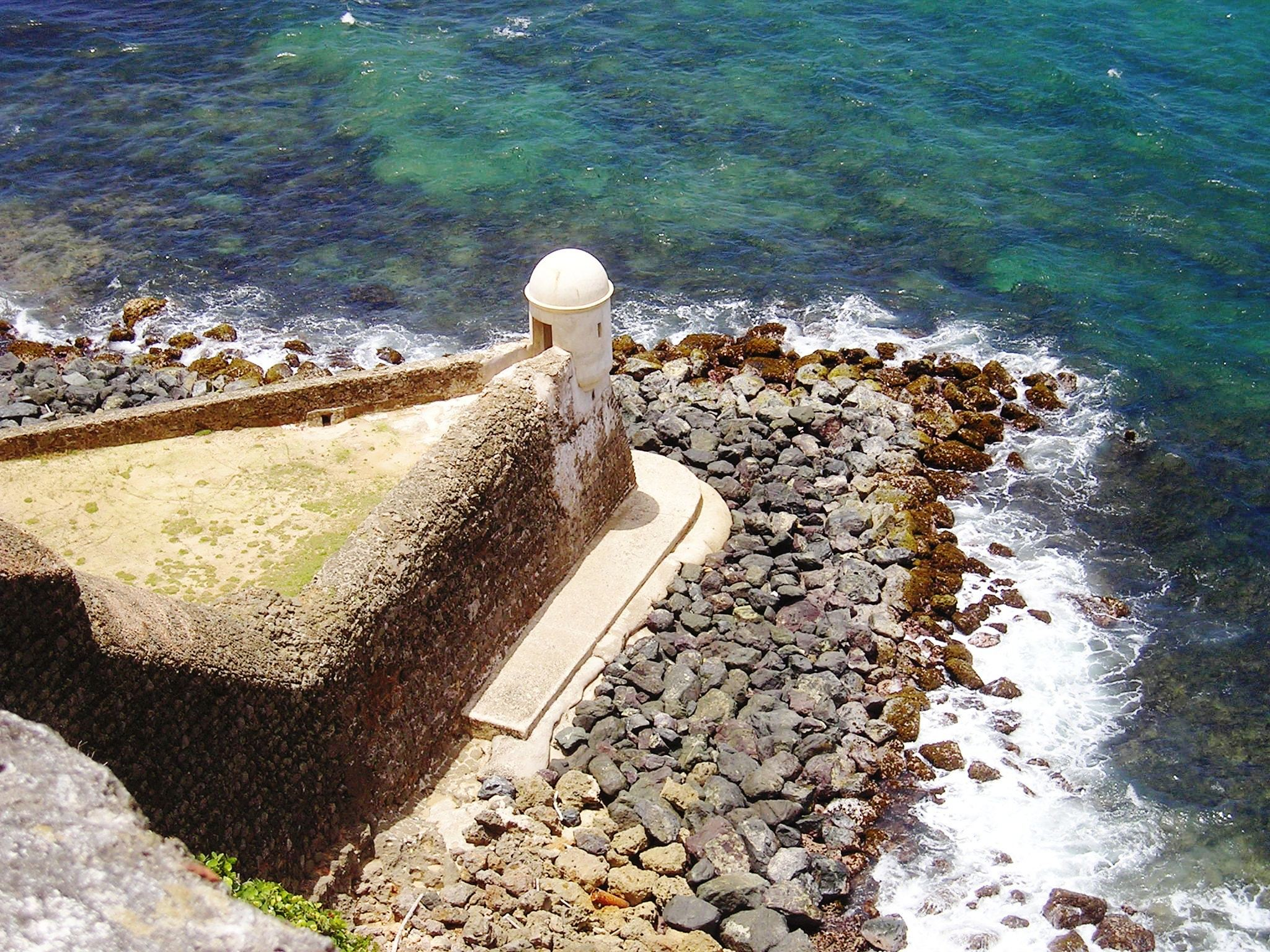
Una garitta difensiva del forte San Cristóbal

Porto Rico fu subito colonizzata dagli spagnoli, i quali vi portarono un gran numero di schiavi africani che furono obbligati a lavorare per la corona spagnola, rimpiazzando così la popolazione indigena dei Taino, che stava progressivamente scomparendo. L'isola divenne in breve un'importante roccaforte e porto strategico dell'Impero spagnolo nei Caraibi. Ciononostante l'enfasi colonialistica tra la fine del XVII e il XVIII secolo si concentrò sui territori più redditizi sulla terraferma, lasciando Porto Rico con un irrisorio numero di coloni. Preoccupati per la continua minaccia dei nemici europei, nel corso dei secoli gli spagnoli costruirono numerosi forti e muraglioni per proteggere la capitale: furono erette fortezze quali La Fortaleza, il forte San Felipe del Morro e il forte San Cristóbal; fu grazie a queste opere di difesa che gli olandesi, i francesi e gli inglesi fallirono nei loro tentativi di conquistare l'isola.
Nel 1809, mentre Napoleone occupava la maggior parte della penisola iberica, un'assemblea popolare tenutasi a Cadice riconobbe Porto Rico come territorio spagnolo d'oltreoceano con il diritto di inviare deputati alla Corte spagnola. Il deputato Ramón Power y Giralt divenne vice presidente della corte di Cadice e le sue riforme costituzionali del XIX secolo favorirono l'incremento demografico e la crescita economica, e soprattutto conferirono una maggiore notorietà all'isola. Dopo i repentini successi di indipendenza da parte degli stati del centro e sud America, Porto Rico e Cuba rimanevano le uniche due colonie del Nuovo mondo appartenenti al grande Impero spagnolo.
La povertà e l'allontanamento politico dalla Spagna portarono a una piccola ma significativa insurrezione, nel 1868, conosciuta come Grito de Lares (Pianto di Lares): la sommossa fu facilmente e prontamente stroncata. Promotori di questo movimento indipendentista furono Ramón Emeterio Betances, considerato il "padre" della nazione portoricana, e altri personaggi politici, tra i quali Segundo Ruiz Belvis. Pochi anni dopo sorse il movimento autonomo portoricano, iniziato da Román Baldorioty de Castro e portato avanti da Luis Muñoz Rivera verso la fine del secolo. Nel 1897, Muñoz Rivera e altri indipendentisti persuasero il governo liberale spagnolo a riconoscere e accettare lo Statuto per l'autonomia di Porto Rico. L'anno seguente venne organizzato il primo, anche se di breve durata, governo autonomo portoricano. Si raggiunse quindi il compromesso di mantenere un governatore nominato dalla Spagna, il quale aveva il potere di annullare qualsiasi decisione legislativa con cui non era d'accordo, e una struttura parlamentare parzialmente eletta.

## Porto Rico sotto il controllo statunitense

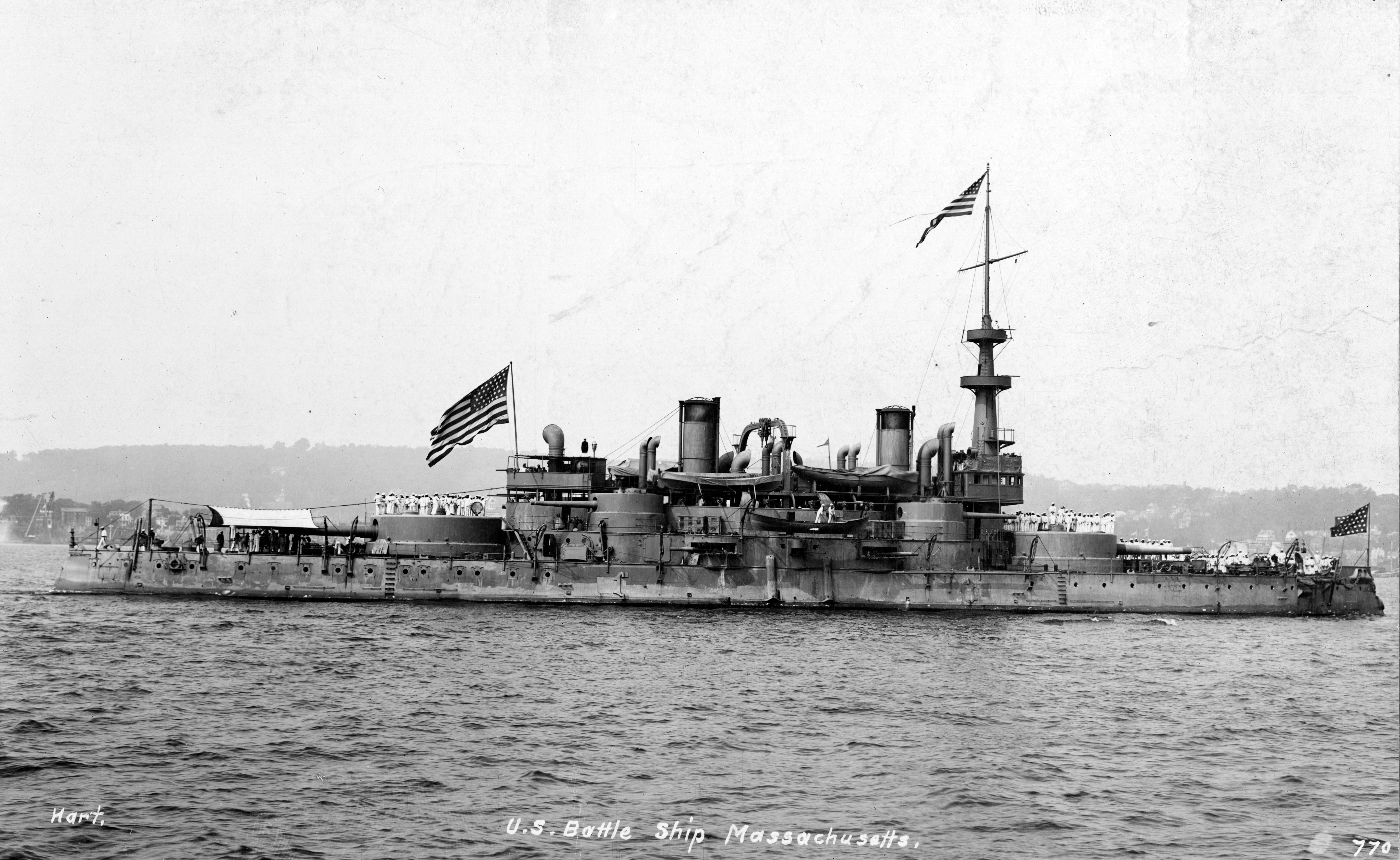
La nave da guerra USS Massachusetts (BB-2) che scortò la flotta americana nello sbarco a Guánica

Il 25 luglio 1898, con lo scoppio della guerra ispano-americana, Porto Rico, essendo una colonia spagnola, fu invasa dagli Stati Uniti d'America con uno sbarco a Guánica. Con il trattato di Parigi del 1898 la Spagna fu obbligata a cedere Porto Rico, assieme a Guam e alle Filippine, agli USA. Il XX secolo iniziò sotto il regime militare statunitense con i funzionari statali, incluso il governatore, nominati dal presidente degli Stati Uniti. Nel 1917, la Legge Jones-Shafroth approvata dal Congresso americano garantiva ai cittadini portoricani la nazionalità statunitense, in modo che essi potessero essere arruolati come soldati nella prima guerra mondiale. Dopo la guerra una serie di catastrofi naturali e la grande depressione impoverirono l'isola. Alcuni leader politici pretesero dei cambiamenti e tra questi spiccò Pedro Albizu Campos che capeggiò un importante movimento nazionale a favore dell'indipendenza: il Partito Nazionalista Portoricano.
Ma per assistere a un radicale cambiamento nella struttura governativa del paese bisogna attendere gli ultimi anni delle amministrazioni Roosevelt e Truman. In tale periodo ci fu una sorta di compromesso, portato avanti da alcune persone come Luis Muñoz Marín, che culminò nel 1946 con la nomina, da parte del presidente Truman, del primo governatore di origine portoricana, Jesús Piñero. Nel 1947 gli Stati Uniti concessero il diritto di eleggere democraticamente il governatore di Porto Rico; l'anno successivo, nel 1948, Luis Muñoz Marín divenne il primo governatore di Porto Rico ad essere eletto dal popolo.
A partire da questo periodo ci fu una consistente emigrazione verso gli Stati Uniti, alla ricerca di migliori condizioni economiche. Basti pensare che nel 1945 nella sola New York City vivevano 13.000 portoricani, dieci anni dopo, nel 1955, erano 700.000 per arrivare oltre il milione verso la metà degli anni sessanta.
Una legge del 1948, chiamata Gag Law, rendeva illegale parlare a favore dell'indipendenza portoricana o addirittura esporre la bandiera portoricana. Questa legge, attuata dal governo coloniale degli Stati Uniti, è stata utilizzata per perseguitare e imprigionare i leader indipendentisti portoricani, seminando paura tra la popolazione e scoraggiando ogni forma di espressione nazionalista e patriottica.
Il 1º novembre 1950 due nazionalisti portoricani, Griselio Torresola e Oscar Collazo, tentarono di assassinare il Presidente Truman. Di conseguenza egli autorizzò un autentico referendum democratico in Porto Rico, al fine di stabilire se desiderassero una sorta di propria Costituzione. Ciò avvenne nel 1952, e tale Costituzione assunse i connotati di un Commonwealth politico, termine spesso usato a designare l'attuale rapporto tra i due Stati. Finalmente durante gli anni cinquanta l'isola conobbe una rapida industrializzazione, grazie ad ambiziosi progetti quali l'operazione Bootstrap, che si proponeva di cambiare le basi dell'economia portoricana da agricole a manifatturiere.
Fino agli anni 1970 la Central Intelligence Agency (CIA) aveva uffici a Porto Rico. A quel tempo, la CIA stava cercando informazioni sull'influenza di altri paesi sul movimento indipendentista portoricano.
L'Official Languages Act del 1902 dichiarò l'inglese e lo spagnolo lingue co-ufficiali in tutti i dipartimenti governativi, tribunali e amministrazioni insulari. Poi, nel 1993, Porto Rico adottò entrambe le lingue come lingue ufficiali del governo portoricano.

## Ultimi decenni e situazione attuale
Oggi l'isola è diventata una rinomata meta turistica e un importante centro industriale farmaceutico e manifatturiero. Tuttavia la "lotta" per definire lo stato politico non si è mai arrestata. Negli ultimi decenni sono stati autorizzati localmente tre plebisciti per decidere se Porto Rico dovesse consolidare il Commonwealth oppure richiedere di diventare uno Stato-membro statunitense a tutti gli effetti; ma tre vittorie di stretta misura, da parte dei sostenitori del Commonwealth, hanno fatto sì che nulla di ragguardevole mutasse nei rapporti con gli Stati Uniti. Nell'ultimo Referendum statale del 1998, il Commonwealth ha vinto contro lo Stato-membro con il 50,2% dei voti, e grossomodo si sono divisi con le stesse percentuali i sostenitori del partito a favore della federazione (Nuovo Partito Progressista o PNP) e del partito a favore del Commonwealth (Partito Popolare Democratico o PPD). L'unico partito indipendentista di un certo rilievo, il Partito Indipendentista Portoricano o PIP, di norma riceve un 5-6% di voti nelle elezioni, sebbene ci siano numerosi altri gruppi indipendentisti, tra cui l'Armata Popolare Boricua (conosciuta anche come los Macheteros). Nel maggio 2022, i membri del Congresso che sponsorizzano progetti di legge in competizione su come risolvere lo status territoriale di Porto Rico e le sue relazioni con gli Stati Uniti si sono uniti per introdurre una nuova legislazione che combina entrambi. La legislazione proposta combina elementi del disegno di legge pro-stato introdotto dal rappresentante Darren Soto, D-Fla., e dal rappresentante Jenniffer Gonzalez, membro del Congresso senza diritto di voto di Porto Rico e repubblicano, insieme alla legge sull'autodeterminazione di Porto Rico dei rappresentanti. Alexandria Ocasio-Cortez e Nydia Velázquez, entrambe democratiche di New York. Il progetto di legge afferma che un plebiscito per risolvere lo status politico di Porto Rico si terrà il 5 novembre 2023.
Nell'aprile 2023, lo Status Act di Porto Rico, che cerca di risolvere il suo status territoriale e il suo rapporto con gli Stati Uniti attraverso un plebiscito vincolante a livello federale, è stato reintrodotto alla Camera dai Democratici..
Nel novembre 2023, due senatori degli Stati Uniti dello stato del Connecticut, Chris Murphy e Richard Blumenthal, entrambi democratici, hanno contribuito al Senato con una legislazione che avrebbe aperto la strada a Porto Rico per determinare il proprio status attraverso un referendum vincolante tenutosi nel novembre 2025. I residenti portoricani avrebbero la possibilità di votare per l'indipendenza dello stato o per la sovranità di libera associazione con gli Stati Uniti d'America..
Nel marzo 2025, i membri del Congresso fecero pressione sul presidente Donald Trump affinché prendesse in considerazione l'idea di rendere Porto Rico una nazione indipendente. Una bozza di ordine esecutivo suggerisce di rendere Porto Rico una nazione indipendente..